# Rudlfing (Marzling)
Rudlfing ist ein am Hochufer der Isar östlich von Marzling gelegener Gemeindeteil und eine Gemarkung der Gemeinde Marzling im oberbayerischen Landkreis Freising in Bayern.

## Geschichte
Rudlfing wurde im 8. Jahrhundert n. Chr. erstmals urkundlich erwähnt. Die Wallfahrt in Rudlfing geht zurück bis in das 15. Jahrhundert. Die katholische Wallfahrtskirche St. Maria ist ein barocker Saalbau mit eingezogenem Polygonalchor, Westturm mit Zwiebelhaube und angefügter Sakristei. Der Bau wurde von Ignaz Reiser 1752–55 neu errichtet. Im Zuge der Verwaltungsreformen in Bayern entstand mit dem Gemeindeedikt von 1818 die Gemeinde Rudlfing mit den Ortschaften Hangenham, Riegerau, Riedhof und Hirschau. Am 1. Januar 1972 wurde der Ort Rudlfing nach Marzling, einige Gebietsteile der bisherigen Gemeinde auch nach Langenbach eingegliedert.